# Szabó Pál (gazdasági vezető)
Szabó Pál (Szekszárd, 1947. február 23. –) magyar üzletember, gazdasági vezető, politikus. 1996 és 1998 között az ÁPV Rt., 2002 és 2008 között a Magyar Posta Zrt. vezérigazgatója. 2008-ban rövid ideig közlekedési, hírközlési és energiaügyi miniszter.

## Életpályája
A Marx Károly Közgazdaságtudományi Egyetem külkereskedelmi szakára járt, ahol 1970-ben diplomázott. 1984 és 1987 között szervezetirányítási szakközgazdász másoddiplomát szerzett, majd ledoktorált. 1970-ben kezdett el dolgozni a külkereskedelem területén, előbb üzletkötőként, majd 1973 és 1978 között Irakban és 1981 és 1983 között Indiában kereskedelmi titkárként. 1983-ban hazatért és az Aluker vállalat osztályvezetője lett, 1987-ben általános vezérigazgató-helyettessé léptették elő. 1989-ben a Magyar Alumíniumipari Tröszt New York-i kereskedelmi irodájának vezetője lett, majd Németországban dolgozott.
A rendszerváltás után a Hungalu Kft. ügyvezető igazgatója lett, majd annak 1995-ös részvénytársasággá történt átalakulása után vezérigazgatója. 1996-ban az ÁPV Rt. vezérigazgatójává nevezték ki, melyet az 1998-as kormányváltásig viselt. Ekkor áttért a magánszférába és a GKI Gazdaságkutató Rt. egyik tanácsadó kft-jénél ügyvezető igazgatói posztot töltött be. 2001-ben az ÁPISZ Kereskedelmi Rt. vezérigazgatójává nevezték ki. 2002-ben A Magyar Posta Zrt. vezérigazgatójává nevezték ki. Emellett 2006-tól a MÁV Zrt. igazgatósági tagja volt. Ezeket a tisztségeit a 2008-as miniszteri kinevezéséig viselte. A postánál eltöltött tevékenysége miatt az ellenzék többször kritizálta (mobil posta, új postai kerékpárok beszerzése, stb.)
2008-ban Gyurcsány Ferenc miniszterelnök miniszteri tisztséget ajánlott neki a kisebbségi kormányában: az újonnan megalakított Közlekedési, Hírközlési és Energiaügyi Minisztérium vezetője lett. E tisztségéről az október 6-ai, négy halálos áldozatot követelő monorierdői vasúti balesetet követően lemondott. 2009-ben megválasztották a Magyar Villamos Művek Zrt. alá tartozó Vértesi Erőmű Zrt. vezérigazgatójává. Innen vonult nyugdíjba.

## Külső hivatkozások
- Szabó Pál életrajza a Miniszterelnöki Hivatal honlapján[halott link]
- Szabó Pál életrajza az Index honlapján